# Ancistrocerus serenus
Ancistrocerus serenus är en stekelart som beskrevs av Giordani Soika. Ancistrocerus serenus ingår i släktet murargetingar, och familjen Eumenidae. Inga underarter finns listade i Catalogue of Life.